# Ankyrine 2
L'ankyrine 2 (ou ankyrine B) est une protéine de la famille des ankyrine, dont le gène ANK2, est situé sur le chromosome 4 humain.

## Rôles
Elle interagit avec la spectrine, la dynactine 4, la dystrophine au niveau de la cellule musculaire ou des axones, contribuant à la croissance de ces dernières. Elle interagit également avec l'obscurine, le complexe HDJ1/HSP40.

## En médecine
Une mutation de son gène, avec perte de la fonction de la protéine, provoque un syndrome du QT long de type 4, avec un risque de mort subite, par une perturbation dans le fonctionnement de l'échangeur sodium-calcium et du récepteur à l'inositol trisphosphate. D'autres variants du gène  (dont la fréquence dans la population est comprise entre 2  et 8%) ont ensuite été identifiées, entraînant une perte de fonction plus ou moins importante, avec des conséquences également variables.
Un autre variant provoque des tachycardies ventriculaires sans allongement de l'intervalle QT. Cette forme est associée avec une perte d'activité de la phosphatase 2A et une phosphorylation accrue du récepteur de la ryanodine.
Certains variants sont corrélés avec une augmentation du risque de survenue d'un diabète de type 2, avec une insuffisance du fonctionnement des cellules bêta du pancréas et une résistance à l'insuline.